# Savigny-sur-Aisne
Savigny-sur-Aisne és un municipi francès situat al departament de les Ardenes i a la regió del Gran Est. L'any 2007 tenia 370 habitants.

## Demografia

### Població
El 2007 la població de fet de Savigny-sur-Aisne era de 370 persones. Hi havia 148 famílies de les quals 44 eren unipersonals (20 homes vivint sols i 24 dones vivint soles), 40 parelles sense fills, 60 parelles amb fills i 4 famílies monoparentals amb fills.
La població ha evolucionat segons el següent gràfic:
Habitants censats

### Habitatges
El 2007 hi havia 187 habitatges, 151 eren l'habitatge principal de la família, 20 eren segones residències i 16 estaven desocupats. 181 eren cases i 5 eren apartaments. Dels 151 habitatges principals, 129 estaven ocupats pels seus propietaris, 20 estaven llogats i ocupats pels llogaters i 2 estaven cedits a títol gratuït; 8 tenien dues cambres, 14 en tenien tres, 30 en tenien quatre i 99 en tenien cinc o més. 112 habitatges disposaven pel capbaix d'una plaça de pàrquing. A 68 habitatges hi havia un automòbil i a 63 n'hi havia dos o més.

### Piràmide de població
La piràmide de població per edats i sexe el 2009 era:
| Homes | Edats   | Dones |
| ----- | ------- | ----- |
| 0     | 95 o +  | 0     |
| 0     | 90 a 94 | 4     |
| 0     | 85 a 89 | 8     |
| 0     | 80 a 84 | 4     |
| 0     | 75 a 79 | 4     |
| 12    | 70 a 74 | 16    |
| 12    | 65 a 69 | 8     |
| 12    | 60 a 64 | 12    |
| 8     | 55 a 59 | 12    |
| 8     | 50 a 54 | 12    |
| 12    | 45 a 49 | 12    |
| 12    | 40 a 44 | 8     |
| 20    | 35 a 39 | 12    |
| 12    | 30 a 34 | 16    |
| 12    | 25 a 29 | 12    |
| 4     | 20 a 24 | 8     |
| 8     | 15 a 19 | 8     |
| 20    | 10 a 14 | 8     |
| 0     | 5 a 9   | 8     |
| 20    | 0 a 4   | 4     |

## Economia
El 2007 la població en edat de treballar era de 234 persones, 166 eren actives i 68 eren inactives. De les 166 persones actives 151 estaven ocupades (84 homes i 67 dones) i 15 estaven aturades (9 homes i 6 dones). De les 68 persones inactives 22 estaven jubilades, 20 estaven estudiant i 26 estaven classificades com a «altres inactius».

### Ingressos
El 2009 a Savigny-sur-Aisne hi havia 149 unitats fiscals que integraven 371,5 persones, la mediana anual d'ingressos fiscals per persona era de 15.964 €.

### Activitats econòmiques
Dels 13 establiments que hi havia el 2007, 1 era d'una empresa de fabricació d'altres productes industrials, 3 d'empreses de construcció, 2 d'empreses de comerç i reparació d'automòbils, 3 d'empreses de transport, 1 d'una empresa d'hostatgeria i restauració, 1 d'una empresa immobiliària i 2 d'empreses classificades com a «altres activitats de serveis».
Dels 5 establiments de servei als particulars que hi havia el 2009, 2 eren paletes, 1 lampisteria, 1 perruqueria i 1 restaurant.
L'únic establiment comercial que hi havia el 2009 era una floristeria.
L'any 2000 a Savigny-sur-Aisne hi havia 6 explotacions agrícoles.

## Equipaments sanitaris i escolars
El 2009 hi havia una escola elemental integrada dins d'un grup escolar amb les comunes properes formant una escola dispersa.

## Poblacions més properes
El següent diagrama mostra les poblacions més properes.